# 爭取強大保加利亞民主黨
争取強大保加利亞民主黨（Demokrati za silna Bulgaria, ДСБ，DSB），也译作振兴保加利亚民主党，是保加利亞政黨，由前總理伊凡·科斯托夫（Ivan Kostov）成立。

## 歷史
科斯托夫在2001年議會選舉敗給西美昂·薩克森-科堡-哥達斯基領導的新政黨西美昂二世全國運動（National Movement for Simeon II）後辭去聯合民主勢力（United Democratic Forces）主席。執政四年的聯合民主勢力在完成經濟改革後遭受嚴厲的貪腐指控與失業率上升。
科斯托夫在內的29名議員（總數51名）對新黨魁、前科斯托夫外交部長娜德茲達·米哈伊洛娃（Nadezhda Mikhailova）感到不滿。2003年地方選舉，聯合民主勢力再次敗選，隨後娜德茲達拒絕承擔責任語辭職，這29名議員宣布退黨成立新政黨「強大保加利亞民主黨」。

## 黨魁
自2004年5月創黨以來，伊凡·科斯托夫一直擔任黨魁角色，副黨魁為維塞林·梅托迪耶夫（Veselin Metodiev）與葉卡捷琳娜·米哈伊洛娃（Ekaterina Mikhailova）

## 選舉結果

### 2005年議會選舉
2005年議會選舉，強大保加利亞民主黨得票率7.0 %，拿下17席。他們的選民主要來自大城市（索非亞得票率約18%）。

### 2005年地方選舉
強大保加利亞民主黨參選人、前財政部長及前保加利亞國家銀行總裁斯維托斯拉夫·加夫利斯基（Svetoslav Gavriyski）在第一輪中以18%得票率名列第三。

## 黨綱

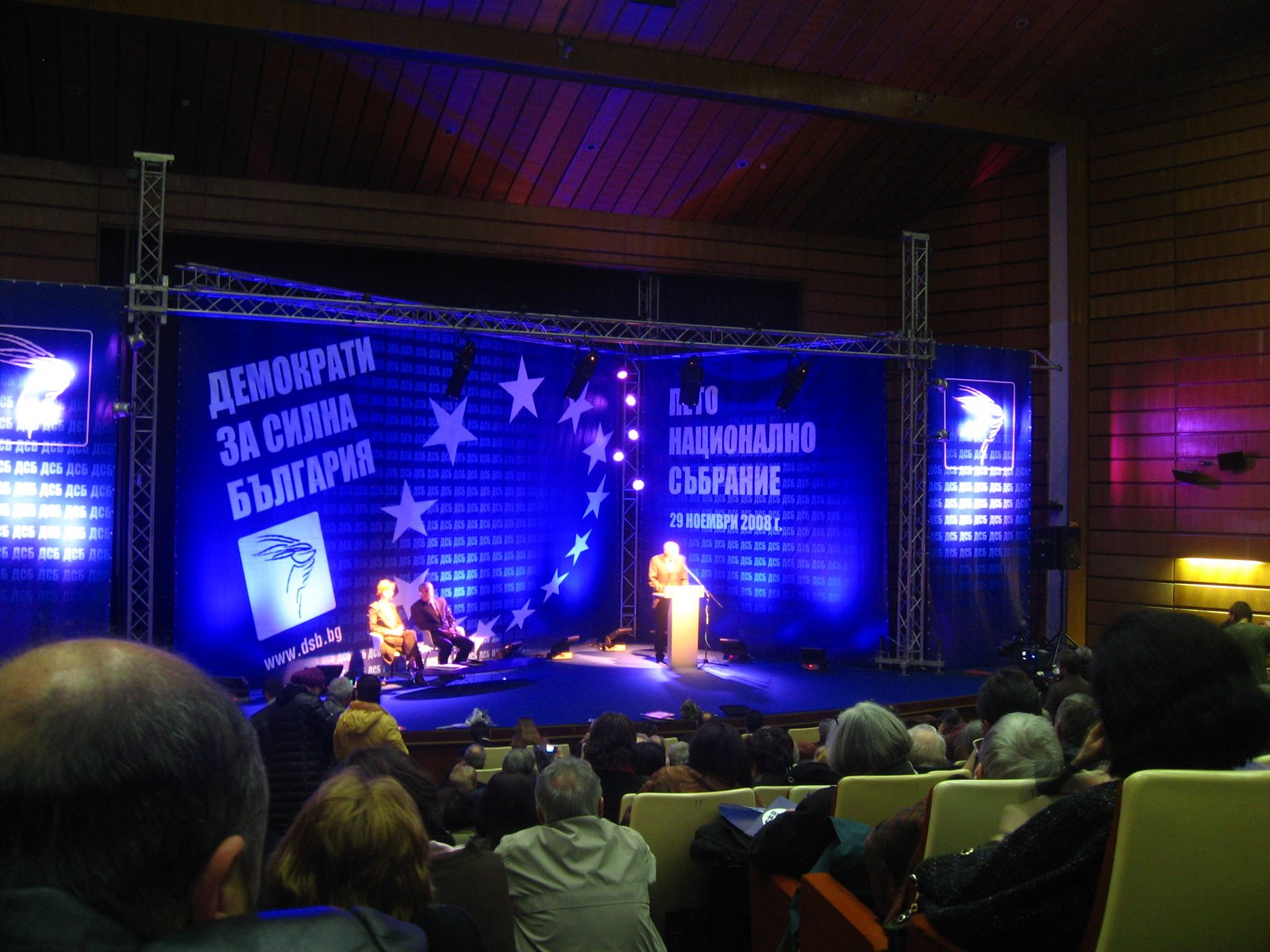
強大保加利亞民主黨第五次全國黨大會

強大保加利亞民主黨將自身定位為溫和保守主義政黨。
他們自認為前執政聯盟聯合民主勢力的後繼者。
該黨支持透過新憲法建立保加利亞憲法權力的新架構、組成和組織。
他們支持減稅，創造對投資人友善的稅務和保險環境，並對中小型企業提供稅務和保險優惠，以產生長期就業機會。強大保加利亞民主黨支持改革執法機構以切斷與犯罪世界的連結，徹底廢止腐敗。他們還堅持行政機關和其他權力部門的決策官員為自己的行為負責，完全剝奪他們的豁免權。
他們支持國民健康保險基金的獨立性和公共性，透過可選擇的基金與彼此競爭促成更多的健康保險計劃。
在法律面前無論宗教、性別與出身，人皆平等的基礎上，強大保加利亞民主黨支持不同族裔的整合與共存，並反對權利與自由運動（Movement for Rights and Freedoms）領袖艾哈邁德·多安（Ahmed Dogan），認為他的「保加利亞種族模式」是一種對保加利亞土耳其人的隔離與壓縮，意在壟斷票源，而不是將他們融入保加利亞社會。這項反對經常被錯誤地稱作反少數民族民族主義
科斯托夫與該黨坦成反對保加利亞社會黨，認為他們是極權的保加利亞共產黨後繼者，並視他們為主要政治敵手。他們也時常批評前總理西美昂·薩克森-科堡-哥達斯基與社會黨結盟，且遭指控貪腐。
科斯托夫領導的政府事開始與歐盟進行入會會談的政府，而強大保加利亞民主黨將繼續支持該國走向歐洲。

## 外部連結
- 官方網站 （页面存档备份，存于）